# Victor Hedman
Victor Erik Olof Hedman (Örnsköldsvik, 18 dicembre 1990) è un hockeista su ghiaccio svedese.

## Palmarès

### Mondiali
- 2 medaglie:
  - 1 oro (Germania/Francia 2017)
  - 1 bronzo (Germania 2010)